# Thagria dirigens
Thagria dirigens är en insektsart som beskrevs av Walker 1857. Thagria dirigens ingår i släktet Thagria och familjen dvärgstritar. Inga underarter finns listade i Catalogue of Life.